# Wadi Madżarda
Wadi Madżarda (arab. ‏وادي مجردة‎, fr. Medjerda, dawniej Bagradas) – rzeka w Afryce Północnej. Przepływa przez Algierię i Tunezję. Wypływa z gór Atlas Tellski, przepływa przez równinę Dżunduba i uchodzi błotnistą deltą do Zatoki Tuniskiej Morza Śródziemnego. Wykorzystywana do nawadniania, nieżeglowna, o zmiennym wodostanie. Jest najdłuższą rzeką Tunezji – liczy 460 km długości.